# 神鉄観光
神鉄観光株式会社（しんてつかんこう、英: Shintetsu Tourist Co.,Ltd.）は、神鉄グループの旅行会社。
旅行業のほか物品販売業や飲食業、広告代理業および有馬ます池の運営も行う。神戸電鉄の100%出資子会社。
神戸電気鉄道（現・神戸電鉄）の誘致宣伝部門を分社して株式会社神鉄交通社として発足。
神鉄エクセルツアーなどといった国内・海外旅行商品を販売する。神戸電鉄各駅コンビニの運営や、有馬ます池（有馬養鱒場）の運営なども行っており、神鉄グループに属している。

## 概要
神戸電気鉄道（現 神戸電鉄）運輸部旅客課誘致観光部門を分社化し、1959年（昭和34年）に発足した。海外国内旅行商品の「神鉄エクセルツアー」ブランドや冬期のバスツアー商品などを主力商品としている。
また旅行業のほかに、物品販売業、飲食業、広告代理業、乗車券販売業、娯楽施設の運営を行っている。

## 沿革
- 1959年（昭和34年）10月5日 - 神戸市兵庫区上沢通1丁目15番地に株式会社神鉄交通社を資本金30万円で設立。
- 1961年（昭和36年）
  - 4月28日 - 神戸市兵庫区中道通1丁目23番地に本社移転。
  - 12月18日 - 神鉄観光株式会社に社名変更。
- 1970年（昭和45年）
  - 5月16日 - 資本金100万円に増資。
  - 7月30日 - 資本金400万円に増資。
  - 11月8日 - 神戸市兵庫区上沢通1丁目15番地に本社移転。
- 1971年（昭和46年）6月12日 - 資本金600万円に増資。
- 1973年（昭和48年）
  - 5月25日 - 資本金800万円に増資。
  - 8月7日 - 資本金1000万円に増資。
- 1974年（昭和49年）
  - 2月1日 - 月刊「神鉄」発行事業を神戸電気鉄道より移管。
  - 11月20日 - 資本金3000万円に増資。
- 1975年（昭和50年）
  - 4月16日 - 一般旅行業資格取得。
  - 7月4日 - 神鉄ビル内に新開地営業所オープン。
- 1978年（昭和53年）3月24日 - 有馬ます池改築工事完成、ますの茶屋など新築オープン。
- 1988年（昭和63年）4月2日 - 谷上営業所オープン。
- 1995年（平成7年）
  - 1月17日 - 阪神・淡路大震災により各施設が被災。
  - 1月31日 - 湊川営業所が営業再開。
  - 3月12日 - 三宮営業所が営業再開。
  - 3月25日 - 有馬ます池が営業再開。

## 営業所

### 営業所の業務内容
主に旅行商品および保険商品の販売（保険商品の店頭販売は2010年〈平成22年〉以降実施していない）を行う個人向けカウンター店舗を展開している。
旅行商品ではオリジナル商品の「神鉄エクセルツアー」をはじめ他社主催旅行の代理販売を実施、保険商品ではオリジナル商品の「神鉄すみれ生命」のほか各種生命・損害・ペット保険を取り扱う。
また過去には、同社が出版していた「月刊神鉄」をはじめとする自社出版物（ハイキング書籍や鉄道VHS・ベータなど）の店頭販売や、阪急ブレーブスファンクラブ・こども会、神戸自動車学院（一時期神鉄グループに属していた）の申込受付業務なども行っていた。

### 営業所の一覧

#### 三ノ宮案内所
神戸新聞会館（現：ミント神戸）内に1976年（昭和51年）まで存在した。「三宮案内所」「新聞会館案内所」の表記も見られる。

#### 三宮営業所
神戸阪急ビル（現：神戸三宮阪急ビル）内に1976年（昭和51年）開業。阪急三宮駅（現：阪急神戸三宮駅）の西改札前に存在しており、ビル東館で同じく改札前に店舗があった阪急交通社三宮支店と長らく競合関係にあった。1995年（平成7年）1月17日の阪神・淡路大震災で入居していた神戸阪急ビルが崩壊、震災4日後に神鉄観光が被災状況調査を行ったが、安全性を考慮すればビル自体への立ち入りは基本的に困難であった。当初取り壊しの案内を受けていたが、復旧工事の末に3月12日営業再開。なお競合店であった阪急交通社三宮支店はこの被災を機会に撤退した。しかし本営業所も1990年代後半に閉店して現在は存在しない。

#### 新開地営業所
神鉄一番街本店の化粧品・衣服フロアの一角に存在した。1975年（昭和50年）7月4日開業。1990年（平成2年）頃に閉店して現在は存在しない。

#### 湊川営業所
神鉄横丁のコンコースに存在しており、1973年（昭和48年）11月2日より現位置に新装開業。それ以前も神戸電鉄湊川駅構内で営業していた。1990年（平成2年）のリニューアルを経て現在の外観となっている。「本社営業所」と呼称される場合もある。

#### 西鈴蘭台営業所
1970年代に神戸電鉄西鈴蘭台駅と西鈴神鉄ビルの間に存在した。1976年（昭和51年）頃に駅売店へ業態転換。その後、神戸電鉄直営コンビニ「すずらんショップ」を経て、現在は神鉄観光セブン-イレブン神鉄西鈴蘭台駅店となっている。

#### 谷上営業所
1988年（昭和63年）4月2日に北神急行電鉄谷上駅に開業。現在は閉店して存在していない。

#### 有馬営業所
有馬温泉街の観光通り沿いに存在し、神戸電鉄バス（現：神鉄バス）の有馬温泉側ターミナルとしての役割も担っていた。1990年代後半に神鉄バスの乗車券発売所に転換。現在は神戸電鉄運営のテナントビル「有馬一番館」として土産物店が入居している。

#### 三田営業所
JR西日本・神戸電鉄三田駅前の雑居ビル内に存在した。現在は閉店して存在しない。

#### 緑が丘営業所
神戸電鉄緑が丘駅の構内（しんてつそば緑が丘店の隣）に存在した。他の営業所と異なり旅行商品・保険商品の販売は行わず、デイリー品の販売と自転車の貸し出しを行っていた。その後、駅売店を経て、神戸電鉄直営コンビニ「すずらんショップ」に転換した。

#### 小野営業所
1991年（平成3年）に小野神鉄ビル内に開業。それ以前は駅舎内に存在した。現在は閉店して存在しない。

## 旅行業

### 神鉄観光独自旅行ブランド
1975年（昭和50年）の一般旅行業資格取得後、独自企画ツアーは国内にとどまらず海外にも進出し、営業所の展開やテレビコマーシャル放映の影響もあって、数多くの商品が企画・販売された。しかし近年は近隣県への日帰りツアーがほとんどを占め、2024年（令和6年）現在の自社独自商品は「山田錦まつり号で『山田錦まつり』へGO！！」などといった期間限定商品のみ発売となっている。

#### 神鉄エクセルツアー
神鉄観光独自ブランドであり、国内ツアー商品と海外ツアー商品の両方に広く使用されている主力ブランドである。1990年代から2000年代前半にかけては、香港・シンガポール・バリ島・バンコク・グアム・ハワイの6コースのみに「神鉄エクセルツアー」の名称を使用していた時期があった。近年では下記の日帰りカニツアー等にも「エクセルツアー」の副名称を付与しているが、2020年（令和2年）冬季を最後に発売されなくなっている。

#### 日帰りかにツアー・日帰りふぐツアー
近隣県のホテル・旅館で料理が提供される冬季のバスツアー。2019年（令和元年）〜2020年（令和2年）シーズンを最後に発売されていない。

#### 遊歩倶楽部
ハイキングを目的とした国内ツアー商品。

#### 旅山歩
ハイキングを目的とした近隣県への日帰りバスツアー。2020年（令和2年）春を最後に発売されていない。
このほか「日帰り鯛三昧」や「遊快学校」などの独自商品も数多く存在した。また神戸空港開港を記念した沖縄旅行商品が販売された時期も存在した。1970年代には宝塚歌劇団のスターと行くハワイ旅行ツアーを企画・販売していた。

### 旅行代理業
親会社の神戸電鉄と同じ阪急阪神東宝グループの阪急交通社が販売する「トラピックス」のほか、日本旅行、JTB、近畿日本ツーリスト、ジャルパック、全日空スカイホリデイなどの商品を販売している。

### 旅行プランニング
グループ団体旅行のプランニングを行っている。兄弟会社である神鉄バスの貸切車両を使用した団体旅行の企画も実施している。

### テレビCM
1970年代から1990年代まで旅行ツアーパックの会員を募集するテレビCMが近畿圏で放映されていた。

## トレイルステーション神戸
六甲山系や丹生山系で登山が楽しめる環境を向上し、市民・来街者の増加を目指す取り組みとして神戸市が展開する「神戸登山プロジェクト」の象徴的な取り組みとして、登山支援拠点「トレイルステーション神戸」（愛称：トレコ）をJR新神戸駅1階に2023年（令和5年）7月22日より開設している。登山ルートの案内や登山用品レンタル、イベントやツアーを実施するほか、山の総合案内所として休憩や登山前の待ち合わせにも利用できる。
神戸市から委託を受けて開設しているもので、好日山荘とともに「好日山荘＆神鉄観光パートナーズ」を結成して共同運営している。

## 神鉄ハイキング
神戸電鉄沿線を中心に神鉄ハイキング（しんてつハイキング）と呼ばれるハイキングを年間約90コース開催しており、年間約11,150人参加している。

### 概要
神戸電鉄の六甲山系を横断する路線の地理的条件上、神戸電鉄沿線は自然の富むところが多く残り自然散策に適するところとして古くから親しまれてきたほか、源平合戦や戦国時代にまつわる史跡・文化財が沿線に点在している。このため神戸電鉄では開業時からピクニックやハイキングの宣伝を実施していたが、この一環として開始したのが「神鉄ハイキング」である。
当初は「神鉄ハイキングの集い」の名称で年間20回程度の開催であったが、開催回数は時代とともに増加し、近年では開催回数が年間約90回にも達している。主催は神鉄観光事業部（神鉄コミュニケーションズ）であるが、他社との共催ハイキングも実施することがある。1980年（昭和55年）から1990年代にかけては阪急電鉄との共催ハイキング「阪急・神鉄土曜ハイク」を実施していた。
現在主流となっている「マップ片手にフリーハイキング」は参加費無料かつ予約不要で、開催日の指定時刻に集合場所でマップを受け取り、自由にコースをハイキングする方式となっている。参加者はスタンプ帳（後述）を持参すると、対象ハイキングではスタンプが押印される。

### スタンプ帳
神戸電鉄各駅において「神鉄ハイキングスタンプ帳」が無料で配布されている。対象ハイキング参加時に押印されるスタンプを集めることによって回数に応じたバッジが贈呈される。

### 書籍
神鉄観光では神鉄ハイキングに関連した書籍を発行し、同社が経営する売店やコンビニで販売することがある。主な書籍は以下のものがある。
- 源平史跡ハンドブック - 2004年（平成16年）12月1日、神鉄観光株式会社発行。
- ハイキングガイド神鉄ハイキング - 2009年（平成21年）1月1日、神鉄観光株式会社発行。

## コンビニエンスストア業
コンビニエンスストア事業を行っている。かつては「すずらんショップ」「プラスワンすずらんショップ」などの独自ブランド名で展開していたが、2015年（平成27年）4月からはセブン-イレブン・ジャパンと締結し、「Shintetsu×セブン-イレブン」（店舗名は「セブン-イレブン」）に転換している。

### 店舗一覧
- 神鉄新開地駅店
- 神鉄湊川駅店（現在閉店）
- 神鉄鈴蘭台駅店
- 神鉄北鈴蘭台駅店
- 神鉄谷上駅店
- 神鉄岡場駅店
- 神鉄西鈴蘭台駅店

## 有馬ます池
兵庫県神戸市北区有馬町1688-2にある娯楽施設。

## 飲食業
ケンタッキーフライドチキンを兵庫県および大阪府内で運営している。

## 過去の事業

### 保険業
「神鉄保険サービス」の名称で保険業を展開していた。

### 売店業

#### 神鉄観光売店
1960年代より展開されていたものであり、食料品・雑誌の販売のほか、1984年（昭和59年）5月からは宅配便の取次ぎ業務を実施していた（代わりとして神戸電鉄の小荷物・手荷物扱いが同年11月16日廃止）。このほか、フジカラーDPE、ペリカン便などの各種サービス、神戸電鉄グッズ、記念乗車券、月刊神鉄の発売なども取り扱っていた。

#### おもな店舗一覧
☆＝旅行営業所併設
- 新開地売店
- 湊川売店
- 長田売店
- 丸山売店
- 鈴蘭台売店
- 北鈴蘭台売店
- 山の街売店
- 大池売店
- 唐櫃台売店
- 五社売店
- 三田売店☆
- 西鈴蘭台売店
- 栄売店
- 緑が丘売店
- 三木売店☆
- 小野売店☆

※有馬温泉駅にも売店が存在したがこちらは兄弟会社の有馬興業経営であった。

#### すずらんショップ
神鉄観光売店の新業態店舗であり「Suzuran Shop」の表記もよく見られた。食料品・雑誌の販売を行うほか、レジで本の予約ができる「神鉄BOOK EXPRESS」、レジで雑誌の取置きができる「神鉄Magazine Express」などの各種サービス、さらに神鉄バス定期券の発売なども行った。
店舗外装・看板は2色のグリーンで塗り分けられており、店舗周辺のドリンクコーナーや柱にまでこの2色塗装が施されていた。2018年（平成30年）の鈴蘭台駅店を最後に全店がセブン-イレブンに転換されたが、現在でも自販機コーナーや待合室にこのグリーン2色塗装が残存している駅がある。

#### おもな店舗一覧
- 新開地駅店
- 湊川駅店
- 鈴蘭台駅店
- 北鈴蘭台駅店
- 山の街駅店
- 谷上駅店
- 大池駅店
- 唐櫃台駅店
- 五社駅店
- 岡場駅店
- 田尾寺駅店
- フラワータウン駅店
- 三田駅店
- 西鈴蘭台駅店
- 栄駅店
- 緑が丘駅店
- 小野駅店

※単に「◯◯駅売店」と表記されることも多かった。

### 出版事業
月刊神鉄やハイキングガイドブックなどを発行していた。（末期は「すずらん編集室」の名称を使用していた）

### DPE事業
フルオート処理機とデジタルプリンターを設けたDPEショップ「オート写親館」を展開していた。